# 郑堂
郑堂（?—?），一作郑唐，字汝昻，明朝福州府（今福建省福州市）人，太守（知府）鄭珞之子。
郑堂为秀才，有诗文之名，性格滑稽，自号雪樵山人。郡守丧妻，将安葬眼睛没有闭上，郑堂作诗髙吟：夫人一貌玉无瑕，四十年来鬓未华。何事临终含泪眼，恐教儿子着芦花。说完眼睛就闭上了。后来有民间传说《郑堂的故事》、《郑唐传》等。